# Lasioglossum cameronellum
Lasioglossum cameronellum är en biart som först beskrevs av Cockerell 1911.  Lasioglossum cameronellum ingår i släktet smalbin, och familjen vägbin. Inga underarter finns listade i Catalogue of Life.